# Daniel McVicar
Daniel Joseph McVicar (Independence, 17 giugno 1958) è un attore statunitense.

## Biografia
McVicar cresce in Colorado e si trasferisce in California per intraprendere gli studi al California Institute of Arts e successivamente a Hollywood, dove studia con Lee Strasberg, Paul Sills, Stella Adler e Milton Katselis. L'attore partecipa a Beautiful, che lo vede protagonista dal 1987 al 2005, con diverse apparizioni fino al 2009. Ezio Greggio dopo averlo notato lo sceglie per due suoi film Il silenzio dei prosciutti (1994) e Svitati (1999) dove interpreta dei ruoli. Grazie a questi film ha fatto il suo esordio come attore in Italia.
Ha recentemente completato la sua terza miniserie Nemici e Amici, in seguito ad altri ruoli ne Il bene e il male diretto da Giorgio Serafini e ha recitato nell'episodio Cous cous alla bolognese della terza stagione della serie televisiva L'ispettore Coliandro, diretto dai Manetti Bros. L'attore recita tutti i suoi ruoli in lingua italiana. Ha recitato con Gina Lollobrigida, Gabriel Garko e Ben Gazzara nel film Una donna in fuga (1996) e nel 2001 è stato diretto da Angelo Antonucci nel film Sotto il cielo che lo ha visto protagonista con Clarissa Burt. Tra i suoi altri lavori la partecipazione al videoclip dei Tiromancino Amore impossibile in cui interpretava il personaggio cult dei fumetti Diabolik, insieme a Claudia Gerini nei panni di Eva Kant. È presente nel cast del film internazionale Ulysses - A Dark Odyssey, con Danny Glover, Udo Kier e Skin. 
Nel 1995 è stato scelto per interpretare il film TV Liz la diva dagli occhi viola nella parte di Rock Hudson. È apparso nel film The Fourth Planet di Dimitris Astrakhan. Negli ultimi anni ha partecipato al talent show Notti sul ghiaccio con Milly Carlucci. Ha inoltre presentato la trasmissione inaugurale dei World Music Awards 2008 a Monte Carlo.
Dal 2013 è insegnante di Laboratorio Teatrale presso la Fondazione Teatro Nuovo di Torino.
Insegna anche alla International Cinema Academy di Milano.
Dal 2021 è nel cast della serie TV Sport Crime dove interpreta Justin Keller  e nel 2022 ha girato il film Soldato sotto la Luna di Massimo Paolucci con Abel Ferrara. 

### Vita privata
È stato sposato dal 1987 al 1994 con la prima moglie, con la quale ha avuto due figli, Thomas Henry e Margaret. È sposato con Virginia De Agostini, dentista e giudice internazionale di pattinaggio artistico e sua insegnante di pattinaggio durante Notti sul ghiaccio. I due si sono sposati il 18 giugno 2011 a Pollenzo. Il 3 giugno 2012 è nato il loro figlio Pietro. Il 3 gennaio 2011 ha perso la vita il figlio Thomas Henry, detto Hank, di 22 anni, a causa di un incidente stradale. Attualmente è separato dalla seconda moglie.
È membro del Mensa.

## Filmografia

### Cinema
- La donna di una sera, regia di Joe D'Amato (1991)
- Il segreto di una donna, regia di Joe D'Amato (1991)
- Hilary è morta, regia di Andrew Stevens (1993)
- Vendetta fatale, regia di Andrew Stevens (1994)
- Il silenzio dei prosciutti, regia di Ezio Greggio (1994)
- Oltre la giustizia (Guardian Angel), regia di Richard W. Munchkin (1994)
- Il bacio della morte, regia di Barbet Schroeder (1995)
- Alone in The Woods, regia di John Putch (1996)
- Svitati, regia di Ezio Greggio (1999)
- Sotto il cielo, regia di Angelo Antonucci (2001)
- Zana, regia di Daniela Alviani e Corrado Lanaioli (2002)
- Il cembalo della luna, regia di Salvatore Tuma (2008)
- Maschi contro femmine, regia di Fausto Brizzi (2010)
- Dark Resurrection - Volume 0, regia di Angelo Licata (2011)
- Una notte agli studios, regia di Claudio Insegno (2012)
- Fuga di cervelli, regia di Paolo Ruffini (2013)
- Creators - The Past, regia di Piergiuseppe Zaia (2019)
- Ulysses: A Dark Odyssey, regia di Federico Alotto (2018)
- Fallen, regia di Nicolò Fumero (2022)
- Soldato sotto la luna, regia di Massimo Paolucci (2022)
- Il dolore nascosto, regia di Andrea D'Emilio (2023)
- Oltre, regia di Giuseppe Celesia (2023)
- Il ladro di stelle cadenti, regia di Francisco Saia (2024)
- Amici per caso, regia di Max Nardari (2024)

### Televisione
- Top Secret - serie TV, 3 episodi (1984-1986)
- Santa Barbara - serie TV (1985)
- Dimensione Alfa - serie TV, 1 episodio (1985)
- Febbre d'amore - serie TV (1985)
- Beautiful - serie TV (1987-2009)
- I lampsi - serie TV (1991)
- Finché delitto non ci separi - film TV (1992)
- Liz, la diva dagli occhi viola - miniserie TV (1995)
- Mike Land - Professione detective - serie TV, 1 episodio (1995)
- Una donna in fuga - miniserie TV (1996)
- Un bacio nel buio - film TV (2000)
- Notti sul ghiaccio (2007)
- Il bene e il male - serie TV, 1 episodio (2009)
- L'ispettore Coliandro - serie TV, 1 episodio (2009)
- L'isola dei famosi (2011)
- Un medico in famiglia - serie TV, 1 episodio (2013)
- Sport Crime - serie TV, 10 episodi (2021)

## Doppiatori italiani
- Roberto Pedicini in Svitati, Beautiful (2ª voce)
- Sergio Di Giulio in Beautiful (1ª voce)